# Лиси
 Тази статия е за селото в Кипър.  За швейцарския режисьор вижте Ролф Лиси.  
Лѝси (на гръцки: Λύση; на турски: Akdoğan) е село в Кипър, окръг Фамагуста. Според статистическата служба на Северен Кипър през 2011 г. селото има 2471 жители.
Де факто е под контрола на непризнатата Севернокипърска турска република.